# L'Harmattan Guinée
Pour l’article homonyme, voir Harmattan (homonymie).
L'Harmattan Guinée est une maison d'édition guinéenne créée par Sansy Kaba Diakité en 2006,.

## Historique
L'Harmattan Guinée est une entreprise de droit guinéen créée en 2006 à l'image de L'Harmattan Paris,.

## Activité éditoriale

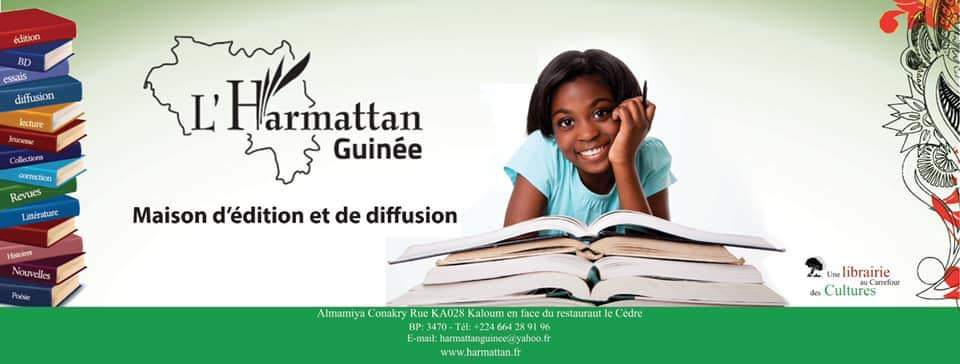
Kakemono d'Harmattan guinée

L'activité de L'Harmattan Guinée dans le domaine de l'édition comporte quatre pôles : éditions, librairies, distribution et numérique.

## Organisation
Depuis sa création, il est à l'origine de plusieurs initiatives littéraire en Guinée :
- Les 72 heures du livre[5]
- Conakry, Capitale mondiale du livre.